# استفانو پیتالوگا
استفانو پیتالوگا (ایتالیایی: Stefano Pittaluga؛ ۲ فوریه ۱۸۸۷ – ۲۶ آوریل ۱۹۳۲) یک تهیه‌کننده فیلم اهل پادشاهی ایتالیا بود. او یکی از چند چهره‌ای بود که در زنده نگه داشتن تولید فیلم‌های ایتالیایی در اواخر دههٔ ۱۹۲۰ تا اوایل دههٔ ۱۹۳۰ میلادی نقش داشت. او مجموعه‌ای از فیلم‌ها با محوریت شخصیت‌های عامه‌پسند و نیرومند از جمله سانسونه، سائتا و به‌ویژه ماچیسته تهیه کرد. این فیلم‌ها باعث شدند او به موفق‌ترین تهیه‌کننده تجاری سینمای ایتالیا در آن دوره تبدیل شود. با خریداری شرکت چینِس، یکی از استودیوهای تولید فیلم پیشروی ایتالیا از شرکت خوشه‌ای «اتحادیه سینمایی ایتالیا» در سال ۱۹۲۶ قدرت پیتالوگا افزایش یافت. شرکت چینِس در ادامه، به نیرویی غالب در دوران ابتدایی سینمای ناطق تبدیل شد.
از فیلم‌هایی که وی در آن‌ها نقش داشته است، می‌توان به ترانه عشق، شبی با تو و نرون اشاره نمود.